# Vincenzo Ussani
Vincenzo Ussani (né en 1870 à Naples et mort en 1952 à Rome) est un écrivain, un universitaire, un philologue et un poète italien de langue latine.

## Biographie
Après avoir décroché un diplôme ès lettres à l'université La Sapienza de Rome le 31 octobre 1891, Vincenzo Ussani enseigne dans diverses écoles supérieures comme le Lycée Cavour de Turin et le lycée classique d'État Amedeo di Savoia de Tivoli.
Il devient ensuite professeur de littérature latine à l'université de Messine, puis à celles de Palerme, de Padoue, de Pise et enfin de Rome.
Il collabore à la compilation du Dictionnaire du latin Médiéval ainsi qu'à la Biographie internationale des sciences historiques.
Parmi ses disciples on relève le nom d'Angelo Ficarra (it), futur archevêque de Palerme et à Naples, le latiniste Francesco Arnaldi (it).

## Récompenses
En 1910, Vincenzo Ussani reçoit la magna laus au Certamen poeticum Hoeufftianum, avec le poème Ecloga Zanclaea.
Il est membre de l'Académie d'Italie et de l'Accademia dei Lincei de 1934 à 1946.
En 1927, avec Concetto Marchesi (it), il reçoit le Prix Vallauri de littérature latine, décerné par l'Académie des sciences de Turin.

## Sources
- (it) Cet article est partiellement ou en totalité issu de l’article de Wikipédia en italien intitulé « Vincenzo Ussani » (voir la liste des auteurs).